# Diomedea dabbenena
El albatros de Tristán (Diomedea dabbenena) es un especie de ave procelariforme de la familia de los albatros. Uno de los grandes albatros del género Diomedea, solo fue reconocido como especie en 1998.

## Taxonomía
Los albatros pertenecen a la familia Diomedeidae y al orden Procellariiformes, junto con petreles, paiños y potoyuncos. Comparten ciertos rasgos de identificación, como son las dos narinas con forma de tubos que se unen en la parte superior del pico (aunque en el caso de los albatros estén en los lados); los picos los Procellariiformes también son únicos porque están divididos en entre 7 y 9 placas córneas; finalmente, producen un aceite estomacal, un alimento energético que es más ligero y fácil de transportar que llevar piezas capturadas sin digerir que se crea en un órgano del estómago con el que cuentan la mayor parte de Procellariiformes (conocido como proventrículo) a base de piezas capturadas digeridas y que se utiliza contra depredadores así como fuente de energía para pollitos y para los adultos durante sus largos vuelos.
Aunque no todos los científicos lo consideran una especie propia, sino que lo incluyen como una subespecie del albatros errante (Diomedea exulans), un estudio de 2004 del ADN mitocondrial del complejo críptico de especies del albatros errante apoyó la separación. Sin embargo otros estudios lo han mostrado como el miembro genéticamente más diferenciado de las subespecies del albatros errante. Esto puede ser debido a que divergieron de un ancestro común a todos sus parientes, o porque u ancestro común antes de todos sus parientes, o porque experimentó una deriva genética particularmente fuerte. Entre los principales expertos, BirdLife International ha separado esta especie, Jeff Clements todavía no, y American Ornithologists' Union tiene una propuesta para separarlo.

## Descripción y comportamiento
En el mar es muy difícil de distinguir del albatros errante; sin embargo el albatros de Tristán es más pequeño y tiene una espalda ligeramente más oscura. Mide 110 cm y tiene una envergadura de hasta 3,5 m. El albatros de Tristán tampoco alcanza nunca a tener el plumaje blanco completo del albatros errante y su pico es aproximadamente 25 mm más corto.
Se alimenta en alta mar principalmente de peces, calamares y crustáceos, y también siguen a los barcos de pesca para alimentarse de los restos que arrojan al mar.
Se reproducen bianualmente y anidan en páramos húmedos a 400-700 m de altura. Son monógamos y no comienzan a reproducirse hasta que alcanzan aproximadamente 10 años de edad.

## Distribución y hábitat
Debido a la dificultad para distinguirlos del albatros errante, su distribución en el mar todavía no es conocida con certeza, pero el uso de seguimiento por satélite ha mostrado que se alimentan habitualmente en el Atlántico Sur: los machos tienden a desplazarse hacia Sudamérica, al oeste de las islas donde crían, y las hembras hacia es este, hacia África. Las hembras también han sido observadas cerca de Brasil y en las costas de Australia.
El albatros de Tristán es endémico del archipiélago de Tristán de Acuña y más expresamente de la isla de Gough. La mayoría de la población actual de todo el mundo anida en la isla Gough, aproximadamente 1500 parejas.

## Conservación
Esta especie estuvo amenazada por especies introducidas como ratas, gatos y cerdos, pero han sido retirados de sus islas de cría. Sin embargo, esto trajo como consecuencia que la población de ratones aumentara hasta el punto de que estos matan y se comen los polluelos de albatros de forma masiva. Aunque estos polluelos sean enormes comparados con los ratones, no saben defenderse apropiadamente. Actualmente se cree que la principal amenaza para la especie es la pesca con palangre y estos ratones.
Aunque estaba clasificado como una especie en peligro por la Unión Internacional para la Conservación de la Naturaleza (UICN), se sospechó que estaba más amenazado que lo generalmente asumido y sometido a una marcada decadencia. Después de una evaluación de su estado se confirmó este hecho y el albatros de Tristán adquirió la consideración de especie en peligro crítico de extinción en 2008. Tienen un rango de ocurrencia de 14.000.000 de km² y un rango de anidamiento de 80 km².